# 観音寺 (東大阪市稲田本町)
観音寺（かんのんじ）は、正式には觀音禪寺と称する大阪府東大阪市稲田本町にある曹洞宗の寺院。河内西国霊場第30番札所。

## 歴史
この地に妙心寺二世授翁宗弼創建の大寺院があったが兵火に滅し、 1648年（慶安元年）に江戸時代の仮名草子作者鈴木正三（石平道人）が開基となって弟の幕臣鈴木重成を施主とする觀音禪寺が再興された。

## 境内
- 本堂
- 鐘楼
- 河内金比羅宮

## 札所
河内西国霊場
29 菩提寺　--　30 觀音禪寺　--　30 円通寺

## 交通
- JR学研都市線 徳庵駅下車、徒歩10分

## 周辺情報
- 稲田八幡神社